# Lenine, Krîve Ozero
Lenine (în ucraineană Леніне) este o comună în raionul Krîve Ozero, regiunea Mîkolaiiv, Ucraina, formată numai din satul de reședință.

## Demografie
Componența lingvistică a comunei Lenine
     Ucraineană (91,88%)
     Română (6,09%)
     Rusă (1,56%)
Conform recensământului din 2001, majoritatea populației comunei Lenine era vorbitoare de ucraineană (91,88%), existând în minoritate și vorbitori de română (6,09%) și rusă (1,56%).